# Alfredo Talavera
Alfredo Talavera Díaz (* 18. září 1982) je bývalý mexický profesionální fotbalový brankář.

## Klubová kariéra

### Guadalajara
Spolu s Oswaldem Sánchezem byl mimo hru v první části Clausury 2005 kvůli zranění ramene. Talavera vstoupil do týmu Guadalajary jako hráč základní sestavy proti týmům z Primera División de México a rovněž se ukázal proti jihoamerickým týmům v Poháru osvoboditelů.
Dne 2. dubna 2006 odešel Sánchez k mexické reprezentaci, aby se zúčastnil Mistrovství světa ve fotbale 2006 v Německu, a Talavera mohl zůstat v brance. Od té doby nastoupil za Guadalajaru do šesti zápasů Clausura 2006. V prvním zápase klub prohrál 0:2 s Monarcas Morelia. Následovala prohra s Atlasem v Clásico Tapatío. V posledním zápase sezóny prohrála Guadalajara s Tolucou 0:2, ale po hrozivém výkonu v prvním zápase čtvrtfinále proti Jaguares, kdy udělal velkou chybu v nastavení, která vedla k vítěznému gólu soupeře, ho trenér José Manuel de la Torre odstranil z pozice brankářské jedničky a nahradil ho Luisem Ernestem Michelem, což vedlo k tomu, že Guadalajara zabojovala a postoupila do semifinále. V následující sezóně, když se Oswaldo Sánchez vrátil, se Talavera ocitl na pozici třetího brankáře týmu. Poté, co Oswaldo opustil Guadalajaru, Michel se stal jedničkou a Talavera byl první náhradník. Později se rozhodl opustit klub, aby měl více herních minut.

### Tigres
Guadalajara v roce 2008 půjčila Talaveru na roční hostování do Tigres UANL, kde se ovšem příliš neprosadil, protože soupeřil o místo s Óscarem Pérezem. Na Talaveru přišlo další neštěstí, když se během tréninku zranil a Enrique Palos se stal dalším brankářem v pořadí. Po úplném uzdravení byl Talavera z Tigres propuštěn.

### Toluca
Talavera odešel do Tolucy jako náhradník za gólmana prvního týmu Hernána Cristanteho, protože byl zraněný. Dne 26. července 2009 si odbyl svůj ligový debut za Tolucu proti svému bývalému klubu Guadalajaře při vítězství 4:3. Hrál v základní jedenáctce ve všech zápasech sezóny. Tým nakonec dosáhl semifinále ligy, kde prohrál s pozdějšími vítězi z Monterrey.
Dne 15. května 2010 se Talavera dostal do svého prvního finále jako člen základní sestavy poté, co s týmem porazil Pachucu 1:0 ve druhém zápase semifinále ligy (3:2 bylo celkové skóre). Dne 23. května pomohl Talavera Toluce získat titul, když porazili na penalty Santos Laguna 4:3 poté, co zastavil například střelu Fernanda Arceho. Jeho výkony mu vynesly cenu Zlaté rukavice turnaje.
Dne 15. září 2013, v ligovém zápase proti Pueblě, Talavera proměnil penaltu v poslední minutě, čímž pomohl svému týmu vyrovnat stav na 1:1, a tím si připsal svůj první gól v Lize MX.
I přes prohru ve finále Ligy mistrů CONCACAF 2013/14 s Cruz Azul vyhrál Talavera cenu Zlaté rukavice. Jeho výkony mu také vynesly nominaci na brankáře roku 2014 CONCACAF.

### UNAM
Před začátkem sezóny 2020/21 přestoupil Talavera do klubu Universidad Nacional jako součást výměny, při které se Alfredo Saldívar připojil k Toluce. Dne 26. července 2020 debutoval za klub v lize při vítězství 3:2 nad Querétarem.

### Juárez a konec kariéry
Dne 8. června 2022 přestoupil Talavera do Juárezu. Dne 10. května 2024 klub opustil. Dne 12. října 2024 Talavera oficiálně oznámil svůj odchod z profesionálního fotbalu.

## Reprezentační kariéra
V lednu 2011 byl Talavera trenérem José Manuelem de la Torrem poprvé povolán do mexického národního týmu na přátelský zápas proti Bosně a Hercegovině. Svůj debut si odbyl 26. března 2011 v přátelském zápase proti Paraguayi, který Mexiko vyhrálo 3:1. Byl povolán do týmu na Zlatý pohár CONCACAF 2011 jako třetí brankář za José de Jesúsem Coronou a Guillermem Ochoou, ale po Coronově tzv. skandálu Liguilla a problémech Ochoy s clenbuterolem se Talavera stal mexickou jedničkou, i když měl na kontě pouze jeden mezinárodní zápas. Celkově na tomto turnaji odchytal pět zápasů a byl v základní sestavě ve finále proti Spojeným státům, které Mexiko vyhrálo 4:2.
Talavera byl zařazen do 23členného kádru účastnícího se Konfederačního poháru FIFA 2013, který se konal v Brazílii, ale neobjevil se v žádném z utkání. Po skončení turnaje byl Talavera opět povolán, aby se zúčastnil Zlatého poháru CONCACAF 2013, kde nahradil zraněného brankáře Cirila Sauceda.
Dne 2. června 2014 byl Talavera zahrnut Miguelem Herrerou do 23členného týmu Mexika pro Mistrovství světa ve fotbale 2014 v Brazílii, ale nehrál v žádném zápase.
Talavera byl zařazen do finálního seznamu hráčů, kteří se měli zúčastnit Copa América 2015, ale neodehrál žádný zápas. S příchodem tehdejšího trenéra Juana Carlose Osoria v říjnu 2015 se Talavera v několika případech stal jedničkou Mexika na pozici brankáře.
V květnu 2016 byl Talavera zařazen do finálního kádru, který se měl zúčastnit Copa América 2016, kde si připsal jeden start v úvodním utkání skupinové fáze proti Uruguayi, který Mexiko vyhrálo 3:1. Dne 7. července byl Talavera jmenován do 18členného týmu Mexika, který se zúčastnil Letních olympijských her 2016 v Riu de Janeiru, přičemž byl jedním ze tří hráčů nad věkovým limitem 23 let. Jako brankářská jednička Mexika na turnaji byl jmenován kapitánem po zranění Oribeho Peralty. Mexiko se nedokázalo dostat za skupinové fázi.
Talavera byl zařazen do nominace pro Konfederační pohár FIFA 2017 v Rusku, kde se podílel na vítězství 2:1 v základní skupině proti Novému Zélandu.
V květnu 2018 byl Talavera jmenován do předběžného 28členného kádru Mexika pro Mistrovství světa ve fotbale 2018 a v červnu 2018 byl nakonec zařazen do finálního 23členného týmu, ale během turnaje neodehrál ani minutu.
V říjnu 2022 byl Talavera zařazen do předběžného 31členného výběru Mexika pro Mistrovství světa ve fotbale 2022 a v listopadu byl nakonec zahrnut do finálního 26členného kádru, ale během turnaje znovu neodehrál ani minutu.

## Statistiky

### Reprezentační
| Národní tým | Rok     | Zápasy | Góly |
| ----------- | ------- | ------ | ---- |
| Mexiko      | 2011    | 9      | 0    |
| Mexiko      | 2012    | 1      | 0    |
| Mexiko      | 2013    | 1      | 0    |
| Mexiko      | 2014    | 5      | 0    |
| Mexiko      | 2015    | 4      | 0    |
| Mexiko      | 2016    | 5      | 0    |
| Mexiko      | 2017    | 3      | 0    |
| Mexiko      | 2020    | 1      | 0    |
| Mexiko      | 2021    | 9      | 0    |
| Mexiko      | 2022    | 2      | 0    |
| Celkově     | Celkově | 40     | 0    |

## Úspěchy
Guadalajara
- Liga MX: Apertura 2006
- InterLiga: 2005, 2006

Toluca
- Liga MX: Bicentenario 2010

Mexiko
- Zlatý pohár CONCACAF: 2011
- CONCACAF Cup: 2015

Individuální
- Zlatá rukavice Ligy MX: Bicentenario 2010
- Mužský brankář roku CONCACAF: 2016 (druhé místo)
- Nejlepší zákrok Zlatého poháru CONCACAF: 2011 (druhé místo)
- Zlatá rukavice Ligy mistrů CONCACAF: 2013/14
- Nejlepší jedenáctka Ligy MX: Guardianes 2020
- All-Star Ligy MX: 2021
- Hráč roku Ligy MX podle Univision: 2014